# فاندلينفيل
فاندلينفيل (بالفرنسية: Vandelainville)‏ هي بلدية تقع في فرنسا في Canton of Thiaucourt-Regniéville. يقدر عدد سكانها بـ 152 نسمة ومساحتها 1.36 كم2 وترتفع عن سطح البحر 195 متر.